# Ardisiandra wettsteinii
Ardisiandra wettsteinii är en viveväxtart som beskrevs av János Johannes Wagner. Ardisiandra wettsteinii ingår i släktet Ardisiandra och familjen viveväxter. Inga underarter finns listade i Catalogue of Life.

## Bildgalleri

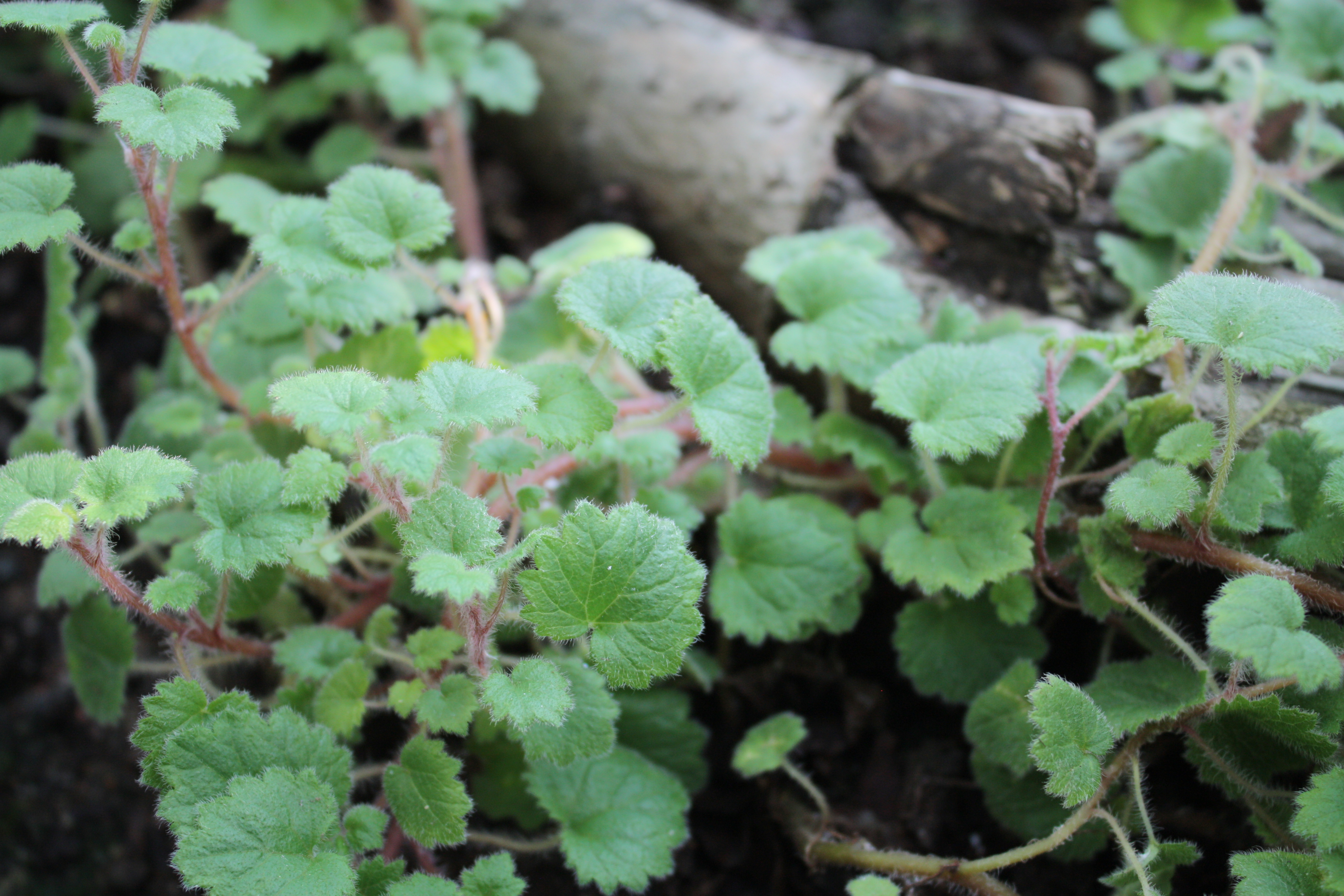